# 李玉杰
李玉杰（1962年12月—），山东莱州人，中国人民解放军海军中将。

## 生平
1981年9月加入海军服役。先后毕业于大连舰艇学院、广州舰艇学院。李玉杰是中国人民解放军第一代从学生官培养起来的知识型舰长，曾担任过海军青岛舰舰长，也是中国人民解放军第一位圆满完成环球航行的驱逐舰舰长。2000年12月，任新型导弹驱逐舰舰长。2002年9月23日，中国海军首次环球航行凯旋。从2002年5月起，由青岛号导弹驱逐舰和太仓号综合补给舰组成的中国海军舰艇编队，历时4个月访问10国10港，完成了中国海军舰艇首次环球远航。其时，李玉杰是青岛舰舰长。
去职“青岛号”舰长后，任北海舰队某驱逐舰支队支队长。2012年，任北海舰队副参谋长，晋衔为海军大校。2012年，任上海水警区司令员，随后晋升少将军衔。2014年10月，以大连舰艇学院院长的身份出席活动。2015年9月，又以南海舰队参谋长的身份亮相。
2016年，任中国人民解放军海军后勤部部长。2017年12月，升任海军北海舰队司令员。2019年6月，晋升海军中将。2019年12月，转任海军参谋长。2021年12月改任海军副司令员。